# Slavko Luštica
Slavko Luštica (ur. 11 stycznia 1923 w Kumborze, zm. 4 lipca 1992 w Splicie) – chorwacki piłkarz występujący na pozycji pomocnika. Trener piłkarski.

## Kariera klubowa
Luštica jako junior grał w zespole NK Osvit, a przez całą karierę seniorską w Hajduku Split. Trzy razy zdobył z nim mistrzostwo Jugosławii (1950, 1952, 1955).

## Kariera reprezentacyjna
W reprezentacji Jugosławii Luštica zadebiutował 23 sierpnia 1951 w wygranym 4:2 towarzyskim meczu z Norwegią. W 1952 roku zdobył srebrny medal na Letnich Igrzyskach Olimpijskich. W latach 1951–1952 w drużynie narodowej rozegrał 3 spotkania.

## Kariera trenerska
Jako trener Luštica prowadził Hajduk Split, Olimpiję Lublana oraz reprezentacji Jugosławii. Wraz z Hajdukiem zdobył mistrzostwo Jugosławii w 1971 roku.